# Ceses
Ceses – dźwięk, którego częstotliwość dla ceses¹ wynosi około 233,1 Hz. Jest to obniżony za pomocą podwójnego bemola dźwięk c. Dźwięki enharmonicznie równoważne (o tej samej wysokości) to: ais i b. 